# Südafrikanische Badmintonmeisterschaft 1972
Die Südafrikanische Badmintonmeisterschaft 1972 fand mit internationaler Beteiligung vom 15. bis zum 22. Juli in Pretoria statt. Es war die 22. Austragung der nationalen Titelkämpfe im Badminton in Südafrika.

## Titelträger
| Disziplin    | Sieger                              |
| ------------ | ----------------------------------- |
| Herreneinzel | Klaus Kaagaard                      |
| Dameneinzel  | Deirdre Tyghe                       |
| Herrendoppel | Kenneth Parsons Rennie du Toit      |
| Damendoppel  | Deirdre Tyghe Marianne van der Walt |
| Mixed        | William Kerr Deirdre Tyghe          |

## Finalresultate
| Disziplin    | Sieger                              | Finalist                    | Ergebnis    |
| ------------ | ----------------------------------- | --------------------------- | ----------- |
| Herreneinzel | Klaus Kaagaard                      | Tage Nielsen                | 15–10, 15–5 |
| Dameneinzel  | Deirdre Tyghe                       | Pernille Kaagaard           | 11–1, 11–8  |
| Herrendoppel | Kenneth Parsons Rennie du Toit      | Alan Parsons William Kerr   | 15–8, 15–11 |
| Damendoppel  | Deirdre Tyghe Marianne van der Walt | K. Hide Wilma Prade         | 15–11, 15–1 |
| Mixed        | William Kerr Deirdre Tyghe          | Kenneth Parsons Ann Parsons | 15–10, 15–9 |